# Eilema prabana
Eilema prabana là một loài bướm đêm thuộc phân họ Arctiinae, họ Erebidae.